# Saxeten
Saxeten is een gemeente en plaats in het Zwitserse kanton Bern, en maakt deel uit van het district Interlaken-Oberhasli. Saxeten telt 98 inwoners.

## Geboren
- Elisabeth Flühmann (1851-1929), onderwijzeres en feministe